# Бербел Мор
Бербел Мор (на немски: Bärbel Mohr) е германска фотожурналистка, графична дизайнерка, лекторка и авторка на произведения в жанра книги за самопомощ.

## Биография и творчество
Бербел Мор е родена на 5 юли 1964 г. в Бон, Германия. След гимназията завършва бизнес администрация. Обучава се и работи като фотожурналистка и графична дизайнерка.
През 1995 г. написва първата си книга „Поръчки до Вселената: Наръчник за изпълняване на желания“ и разпространява копия на ръкописа сред малка група хора. През 1998 г. е издадена като книга и става световен бестселър.
В периода 1995-2000 г. издава малко списание по въпросите за личностното развитие и духовността.
През 2001 г. се омъжва за писателя Манфред Мор, с когото имат близнаци.
Произведенията на писателката са преведени на над 20 езика и са издадени в над 25 страни по света.
Бербел Мор умира от рак на 29 октомври 2010 г. в Мюнхен.

## Произведения
- Bestellungen beim Universum. Ein Handbuch zur Wunscherfüllung (1998)
Поръчки до Вселената: Наръчник за изпълняване на желания, изд.: Кибеа, София (2005), прев. Милена Пасковска
- Der kosmische Bestellservice. Eine Anleitung zur Reaktivierung von Wundern (1999)
- Universum & Co. Kosmische Kicks für mehr Spaß im Beruf (2000)
- Reklamationen beim Universum. Nachhilfe in Wunscherfüllung (2001)
- Der Wunschfänger-Engel. Eine himmlische Geschichte zu den "Bestellungen beim Universum” (2004) – с Дитер Хьорнер и Стефан Стулц
- Mama, wer ist Gott? (2007) – със Стефан Стулц
- Bestellungen aus dem Herzen: Wie die Liebe Wünschen Kraft verleiht (2010) – с Манфред Мор
Поръчки от сърцето, изд.: Кибеа, София (2012), прев. Милена Пасковска
- Das Wunder der Selbstliebe. Der geheime Schlüssel zum Öffnen aller Türen (2011) – с Манфред Мор